# Армия моджахедов (Ирак)
А́рмия моджахе́дов (араб. جيش المجاهدين‎, Джейш аль-Муджахиди́н) — исламистская повстанческая группировка суннитского толка, действовавшая на территории Ирака. Была сформирована не ранее 2004 года, уже после вторжения в страну войск международной коалиции во главе с США. Является одним из учредителей организации «Фронт джихада и реформ» и входила в состав «Политического совета сопротивления» (PCIR).

## Идеология
Несмотря на то, что члены «Армия моджахедов» являются сторонниками радикального исламизма, постепенно в идеологии группировки постепенно стал появляться националистический уклон. Предположительно, боевики преследовали те же цели, что и их союзники из организации «Исламская армия в Ираке». Члены группировки призывали к осуществлению терактов на территории Дании и Норвегии, а также угрожали походом на Ватикан.

## Деятельность
Группировка несет ответственность за ряд нападений, совершенных на представителей на сил международной коалиции. Заявления о причастности к терактам боевики как правило размещали на своём веб-сайте в Интернете. В частности группировка взяла на себя ответственность за два сбитых вертолета в 2006 и 2007 гг. О руководстве группировки известно немного. Малколм Нэнси утверждает, что в рядах организации находятся как бывшие сторонники партии Баас, так и радикальные исламисты. Тем не менее, большинство полевых командиров ранее служили в саддамовской армии (хотя и не разделяли идеи баасизма), а после вторжения американских войск примкнули к исламистам.